# Schlacht bei Dömitz
Wallerfangen – Dömitz – Haselünne – Wittstock – Rheinfelden – Breisach – Wittenweiher – Vlotho – Ochsenfeld – Chemnitz – Bautzen – Freiberg – Riebelsdorfer Berg – Dorsten – Preßnitz – La Marfée – Wolfenbüttel – Kempener Heide – Schweidnitz – Breitenfeld – Tuttlingen – Freiburg – Philippsburg – Jüterbog –  Jankau – Herbsthausen – Alerheim – Brünn – Korneuburg – Totenhöhe – Hohentübingen –  Triebl – Zusmarshausen – Wevelinghoven – Dachau –  Prag
Die Schlacht bei Dömitz im Dreißigjährigen Krieg fand am 22. Oktober 1635 statt.
Nach dem großen Sieg der kaiserlichen Armee über die Schweden in der Schlacht bei Nördlingen (Sep. 1634) beendete Kurfürst Johann Georg von Sachsen das Bündnis mit den Schweden und wurde durch den mit dem Kaiser am 30. Mai 1635 geschlossenen Friedensvertrag von Prag ein Verbündeter des katholischen Kaisers. In der Folgezeit gaben auch die meisten protestantische Fürsten ihre Bündnisse mit Schweden auf. Auch der Kurfürst von Brandenburg konnte trotz Verhandlungen mit dem schwedischen Reichskanzlers Oxenstierna nicht auf der Seite der Schweden gehalten werden.
Am 6. Oktober erklärte Kurfürst Johann Georg von Sachsen den Schweden förmlich den Krieg und einige Tage später ging ein sächsisches Heer von 26.000 Mann zum Angriff gegen die Schweden vor.

## Vorgeschichte
Der schwedische Feldmarschall Banér hatte seine Truppen im Herzogtum Braunschweig-Lüneburg Winterquartiere beziehen lassen. Nur die schwedischen Regimenter von Generalleutnant Ruthven lagen in der Altmark. Darauf beruhte der Plan des sächsischen Kurfürsten, die schwedischen Heere von der Ostseeküste und von ihren Versorgungszentren in Schwedisch-Pommern abzuschneiden und dann die Elbübergänge zu kontrollieren. Eine Abteilung des sächsischen Heeres schickte der Kurfürst nach Gardelegen, wo sie die Verbindung zwischen den Truppen von Ruthven und Banér unterbrechen sollte. Generalleutnant Baudissin, der anstelle von Arnim den Oberbefehl des sächsischen Heeres übernommen hatte, zog dann mit dem sächsischen Hauptheer elbabwärts und überraschte mit seinem Vordringen den schwedischen Feldmarschall Banér.
Das schwedische Heer war mit ca. 23.000 Mann zwar zahlenmäßig deutlich stärker und bestand aus 180 Kompanien Reitern, 19 Kompanien Dragonern und 134 Kompanien Fußvolk. Es war jedoch schwierig, das Heer zu versammeln und passend aufzustellen, denn die Truppen hatten gerade erst ihre Winterquartiere bezogen und lagen deshalb sehr verstreut an verschiedenen Orten. Zudem bestanden 9 von 10 der Regimenter aus deutschen Söldnern, die nach Abschluss des Prager Friedensvertrages massiv von kursächsischen Agenten im nationalen Sinne bearbeitet worden waren mit der Aufforderung, nicht weiter für die Schweden zu kämpfen. Für die sächsischen Agenten war es einfach die Söldner zu beeinflussen, denn fast alle schwedischen Einheiten hatten noch rückständigen Sold zu erhalten.
Unter diesen Umständen war es für den schwedischen Feldmarschall eine schwierige Aufgabe, dem sächsischen Heer entgegenzutreten. Dass Banér sein Heer trotzdem erfolgreich rasch versammeln konnte, zeigte sein Talent als Feldherr. Banérs wichtigstes Ziel war es nun, die Elbe vor den sächsischen Truppen zu erreichen, um sich mit den schwedischen Truppen in Pommern in Verbindung setzen zu können. Er zog daher nur die nächstliegenden Regimenter zusammen und brach mit ihnen in Richtung Elbe auf. Zudem befahl er Generalleutnant Ruthven und allen Obristen der entfernter liegenden Regimenter, ebenfalls zur unteren Elbe zu ziehen. Zur gleichen Zeit marschierten auch die Sachsen in Eilmärschen zur unteren Elbe, aber bereits vor ihnen hatte Banér am 15. Oktober den größten Teil seines Heeres bei Artlenburg direkt am Westufer der Elbe – gesammelt. Dort wurde, ohne auf Verstärkungen zu warten, am 19. Oktober der Übergang über die Elbe begonnen. Zwar griff die dann eintreffende sächsische Kavallerie unter General Dehn die schwedischen Truppen beim Elbübergang an, wurde aber unter Verlusten zurückgeschlagen.
Einen erfolgreicheren Angriff unternahmen die sächsischen Truppen gegen Stadt und Festung Dömitz, gelegen am Ostufer der Elbe, 50 km südlich von Artlenburg. Der Besitz dieser Stadt als befestigter Elbübergang wäre für zukünftig geplante Operationen wichtig gewesen. Baudissin ließ deshalb bei Hitzacker eine Schiffsbrücke schlagen, ging mit 6000 bis 7000 Mann Infanterie über die Brücke und lagerte zunächst vor Dömitz.

## Die Schlacht
Schon bald nach Beginn der Belagerung hatten die sächsischen Truppen zwar die Stadt besetzt, aber nicht die schwedisch besetzte Festung. Feldmarschall Banér hatte die Absichten des sächsischen Generals Baudissin durchschaut und General Ruthven mit dem größten Teil der schwedischen Kavallerie mit zusätzlichen 1000 Musketieren nach Dömitz entsandt. Am Morgen des 22. Oktobers erreichte Ruthven die Stadt und erhoffte sich den Sieg durch einen überraschenden Angriff. Zudem war ihm bekannt, dass Baudissin die sächsische Kavallerie nach Grabow geschickt hatte, um dort gegen eine Einheit der schwedische Kavallerie einen Handstreich auszuführen, was auch gelang.
Baudissin, der glaubte, in Dömitz schon Fuß gefasst zu haben, musste die Stadt wieder verlassen, als die Häuser der Stadt durch das stetige Bombardement, das von der Festung ausging, in Brand geschossen wurden. Als daraufhin die kursächsischen Truppen begannen, die Stadt ungeordnet zu verlassen, gab Ruthven den Befehl zum Angriff. Der Angriff wurde erfolgreich unterstützt durch den gleichzeitigen Ausfall der Festungsbesatzung unter Befehl von Oberstleutnant Jeßvitzky (Jetzwitzny). Auf diese Weise wurden die kursächsischen Truppen von vorne und hinten angegriffen und innerhalb von drei Stunden völlig aufgerieben, obgleich sie sich tapfer schlugen. Etwa 1000 Mann wurden getötet, 2000 bis 2500 Mann zusammen mit vielen Offizieren gefangen genommen und die restlichen Truppen flohen in alle Richtungen. Von den höheren Offizieren befanden sich unter den Gefangenen der Oberst Büna und die Oberstleutnants Arnim und von Slammer. Auch General Baudissin selbst wurde beinahe gefangen und konnte sich nur schwimmend über die Elbe retten. Die schwedischen Truppen erbeuteten sämtliche Artillerie und alles Gepäck des sächsischen Heeres. Die vom kaiserlichen General Matthias Gallas geschickten Kürassiere kamen zu spät, um zu Gunsten der sächsischen Truppen helfend eingreifen zu können. Sie wurden vom schwedischen General Torsten Stålhandske mit Verlusten von über 100 Mann abgewiesen.

## Folgen
Wenn auch an und für sich dieses Gefecht nicht zu den großen Schlachten des dreißigjährigen Krieges gerechnet werden kann, so ist es doch wichtig, die damaligen Verhältnisse, unter denen das Gefecht stattfand, und die Folgen des Gefechts zu betrachten. Es war das erste Mal, dass sich Sachsen und Schweden, die als enge Verbündete die ersten 17 Jahre des dreißigjährigen Krieges durchgestanden hatten, feindlich gegenüberstanden. Der Mut und das kühne Selbstvertrauen der Schweden und ihrer wenigen verbliebenen Bundesgenossen war durch den Abfall vieler Verbündeter sehr erschüttert. Der Angriff der Truppen des sächsischen Kurfürsten im Spätherbst des Jahres 1635 war für das schwedische Heer eine große Gefahr, denn eine Niederlage hätte eine entscheidende Krise auslösen können. Der Sieg gab den Schweden nach den vielen Niederlagen der Vormonate und nach den Verlusten ihrer Verbündeten durch den Prager Frieden ihr Selbstbewusstsein wieder. Die Pläne Johann Georgs scheitern und die Schweden konnten ihre Nachschubwege zur Ostseeküste vorerst sichern. Der Sieg war der Beginn einer neuen Glanzperiode für die schwedischen Waffen.

## Ergänzungen
Die Reste des sächsischen Heeres wurden am 7. Dezember 1635 bei Kyritz geschlagen.
Das Ende der Schwedischen Besatzung erfolgte am 4. August 1637, als der schwedische Obrist von der Osten – genannt Sacken – die von ihm kommandierte Festung Dömitz an den kursächsischen Generalleutnant Hans Caspar von Klitzing übergab.